# Isola Kotel'nyj
Kotel'nyj (in cirillico Остров Котельный) è un'isola del gruppo delle Anžu nell'arcipelago della Nuova Siberia, tra il mare di Laptev e quello della Siberia Orientale. Politicamente, fa parte della repubblica autonoma di Sacha-Jakuzia, in Russia.

## Geografia
È formata da tre zone che in passato sono state considerate separatamente: l'isola Kotel'nyj propriamente detta, di circa 11.700 km², la Terra di Bunge (Земля Бунге), di 6.200 km², e l'isola Faddeevskij (Остров Фаддеевский), di 5.300 km². In totale, la sua superficie è di 23.165 km²: si tratta della 47ª isola più grande del mondo. Nell'isola scorrono 130 fiumi con una lunghezza superiore ai 10 km, il maggiore dei quali è il Balyktach (205 km). A ovest, separata dallo stretto di Zarja, si trova l'isola di Bel'kov.
L'isola ha un clima polare, contraddistinto da inverni estremamente freddi che si prolungano per quasi tutto l'anno (la temperatura media è di -30 °C in gennaio e febbraio) ed estati brevissime e fredde (media termica di 2 °C in luglio), con 130–150 mm annui di precipitazioni quasi tutte in forma nevosa.

### Clima
| Isola Kotel'nyj (1991-2020) Fonte: | Mesi         | Mesi         | Mesi         | Mesi         | Mesi         | Mesi         | Mesi        | Mesi        | Mesi         | Mesi         | Mesi         | Mesi         | Stagioni | Stagioni | Stagioni | Stagioni | Anno  |
| Isola Kotel'nyj (1991-2020) Fonte: | Gen          | Feb          | Mar          | Apr          | Mag          | Giu          | Lug         | Ago         | Set          | Ott          | Nov          | Dic          | Inv      | Pri      | Est      | Aut      | Anno  |
| ---------------------------------- | ------------ | ------------ | ------------ | ------------ | ------------ | ------------ | ----------- | ----------- | ------------ | ------------ | ------------ | ------------ | -------- | -------- | -------- | -------- | ----- |
| T. max. media (°C)                 | −25,6        | −25,8        | −23,3        | −15,1        | −5,6         | 2,1          | 5,9         | 5,2         | 1,1          | −6,4         | −16,5        | −22,9        | −24,8    | −14,7    | 4,4      | −7,3     | −10,6 |
| T. media (°C)                      | −28,8        | −29,1        | −26,6        | −18,5        | −7,8         | 0,2          | 3,3         | 2,9         | −0,3         | −8,7         | −19,6        | −26,0        | −28,0    | −17,6    | 2,1      | −9,5     | −13,3 |
| T. min. media (°C)                 | −32,1        | −32,3        | −30,0        | −22,3        | −10,5        | −1,6         | 1,0         | 0,9         | −2,0         | −11,5        | −23,0        | −29,3        | −31,2    | −20,9    | 0,1      | −12,2    | −16,1 |
| T. max. assoluta (°C)              | −7,2 (1957)  | −3,3 (1956)  | −4,8 (1990)  | 1,2 (2020)   | 6,3 (2021)   | 22,4 (2019)  | 25,1 (1991) | 20,2 (1983) | 13,6 (2016)  | 2,8 (2020)   | −1,7 (2016)  | −3,1 (1938)  | −3,1     | 6,3      | 25,1     | 13,6     | 25,1  |
| T. min. assoluta (°C)              | −44,9 (1958) | −49,9 (2002) | −46,1 (1967) | −46,2 (1966) | −28,6 (1979) | −14,9 (1992) | −6,0 (1989) | −9,2 (1992) | −18,6 (1987) | −40,2 (1979) | −40,2 (1979) | −45,0 (1957) | −49,9    | −46,2    | −14,9    | −40,2    | −49,9 |
| Nuvolosità (okta al giorno)        | 5,5          | 5,8          | 6,0          | 6,5          | 8,5          | 8,9          | 8,7         | 9,0         | 9,4          | 8,5          | 6,5          | 5,5          | 5,6      | 7,0      | 8,9      | 8,1      | 7,4   |
| Precipitazioni (mm)                | 6            | 5            | 6            | 7            | 9            | 17           | 28          | 23          | 23           | 18           | 8            | 7            | 18       | 22       | 68       | 49       | 157   |
| Giorni di pioggia                  | 0            | 0            | 0            | 0,1          | 1,0          | 8,0          | 15,0        | 15,0        | 9,0          | 0,4          | 0,0          | 0,0          | 0,0      | 1,1      | 38,0     | 9,4      | 48,5  |
| Nevicate (cm)                      | 10           | 12           | 12           | 13           | 13           | 4            | 0           | 0           | 3            | 7            | 9            | 9            | 31       | 38       | 4        | 19       | 92    |
| Giorni di neve                     | 15           | 16           | 16           | 15           | 22           | 16           | 8           | 11          | 22           | 26           | 18           | 16           | 47       | 53       | 35       | 66       | 201   |
| Giorni di nebbia                   | 0,1          | 0,2          | 1,0          | 1,0          | 1,0          | 5,0          | 10,0        | 8,0         | 3,0          | 1,0          | 1,0          | 0,1          | 0,4      | 3,0      | 23,0     | 5,0      | 31,4  |
| Umidità relativa media (%)         | 82           | 82           | 82           | 83           | 87           | 90           | 90          | 91          | 90           | 88           | 84           | 82           | 82       | 84       | 90,3     | 87,3     | 85,9  |
| Vento (direzione-m/s)              | SW 5,6       | SW 5,5       | SW 5,3       | SE 5,5       | E 5,7        | SE 6,1       | W 5,9       | NW 5,9      | S 6,2        | SE 5,8       | SW 5,2       | SW 5,6       | 5,6      | 5,5      | 6,0      | 5,7      | 5,7   |

## Isole adiacenti
All'estremità settentrionale della Terra di Bunge, nel mare della Siberia Orientale:
- Isola di Železnjakov (остров Железнякова), 76°04′47.99″N 141°02′23.04″E, nel golfo di Dragocennaja (губа Драгоценная), ha una lunghezza di circa 4 km[3]; a sud ovest dell'isola ci sono vari isolotti. L'isola porta il nome del timoniere Vasilij Aleksandrovič Železnikov (Василий Александрович Железников 1877-1960), che prese parte alla spedizione polare russa del 1900-1902 del barone Eduard von Toll; è stata scoperta e così chiamata nell'aprile del 1902 da Fëdor Andreevič Matisen.
- Isola Matar (остров Матар), a sud-est dell'isola di Železnjakov, nel golfo di Dragocennaja 76°04′09.92″N 141°16′18.55″E; altri isolotti senza nome verso sud-est.

Le isole sono piatte e circondate da banchi di sabbia.

## Trasporti
L'aeroporto Temp dell'isola Kotel'nyj è un aeroporto militare e la base VVS in fase di ricostruzione con la riapertura prevista entro il 2018.

## Curiosità
Nel 1805 Jakov Sannikov ne tracciò una mappa dopo averla esplorata. Sannikov riteneva che, oltre l'isola Kotel'nyj, ci fosse una vasta terra inesplorata. Quest'isola o arcipelago ipotizzato fu riconosciuto come Terra di Sannikov, e infine si rivelò inesistente. Uno stretto tra le isole di Malyj Ljachovskij e di Kotel'nyj porta il nome di Sannikov.